# Świerząbek korzenny
Świerząbek korzenny (Chaerophyllum aromaticum L.) – gatunek rośliny z rodziny selerowatych. 

## Rozmieszczenie geograficzne
Występuje w środkowej i wschodniej Europie – od Niemiec, Austrii i Włoch na zachodzie poprzez kraje Europy Środkowej i Półwysep Bałkański po środkową i północną część europejskiej Rosji, na wschodzie sięgając po Ural. Jako gatunek introdukowany rośnie w Danii i na Półwyspie Skandynawskim oraz na Kaukazie. 
W Polsce występuje pospolicie na w południowej części kraju – na wyżynach i w górach po regiel górny, liczny także w pasie od Wielkopolski, przez dolinę dolnej Wisły po Nizinę Staropruską. Nierzadki jest na wschodzie, ale bardzo rzadko spotykany jest w północno-zachodniej części Polski.

## Morfologia

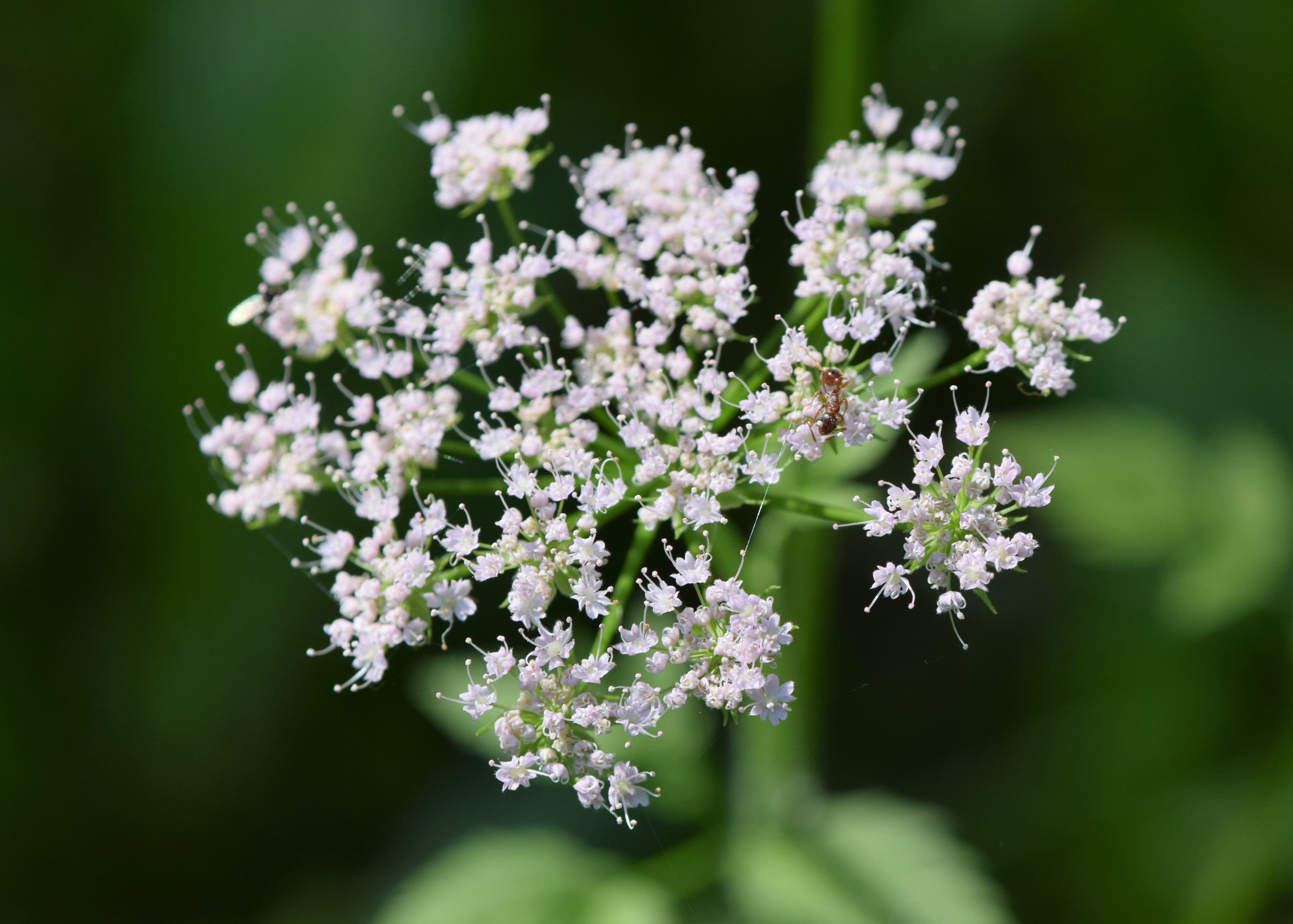
Kwiatostan

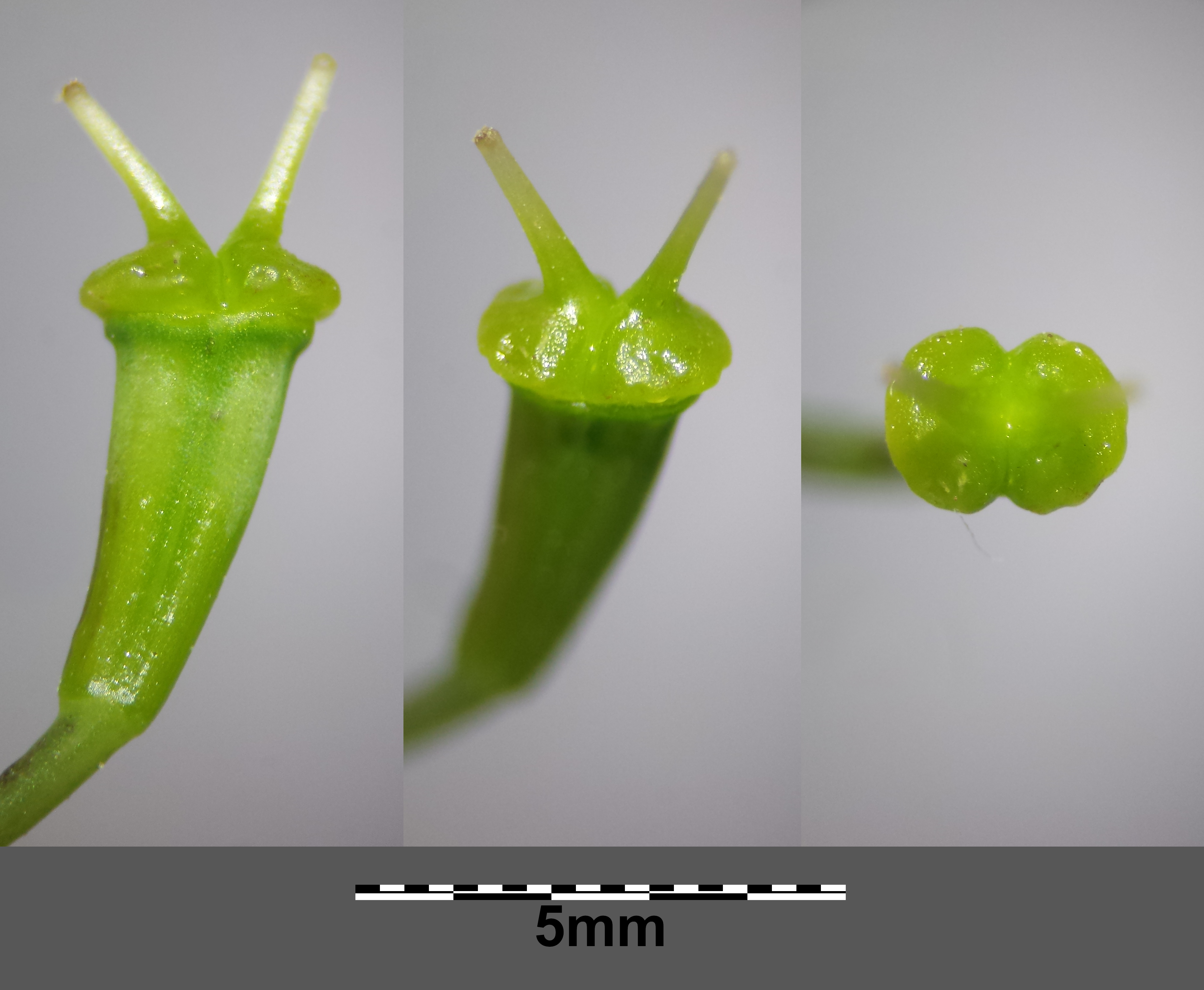
Owoc

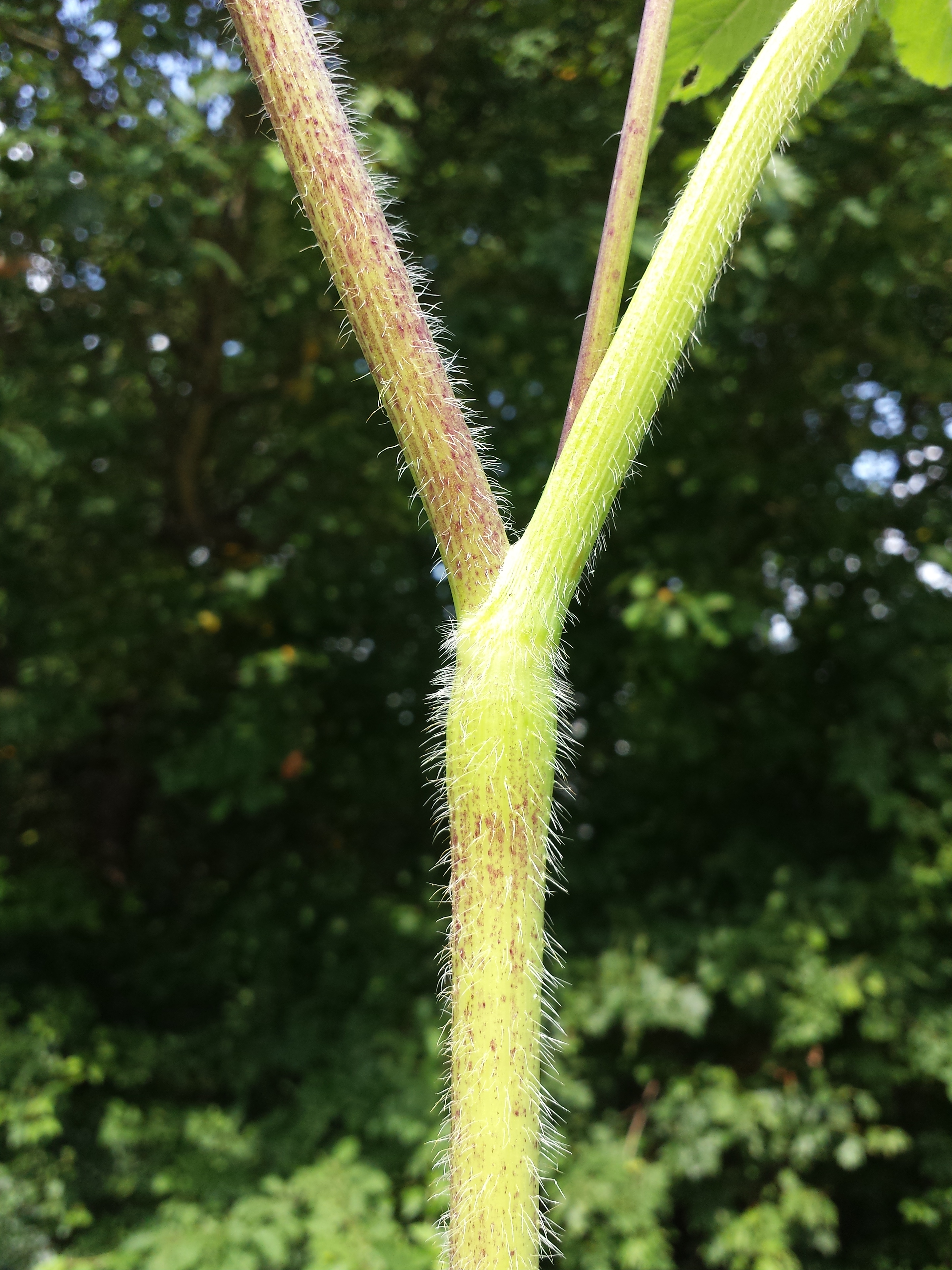
Łodyga

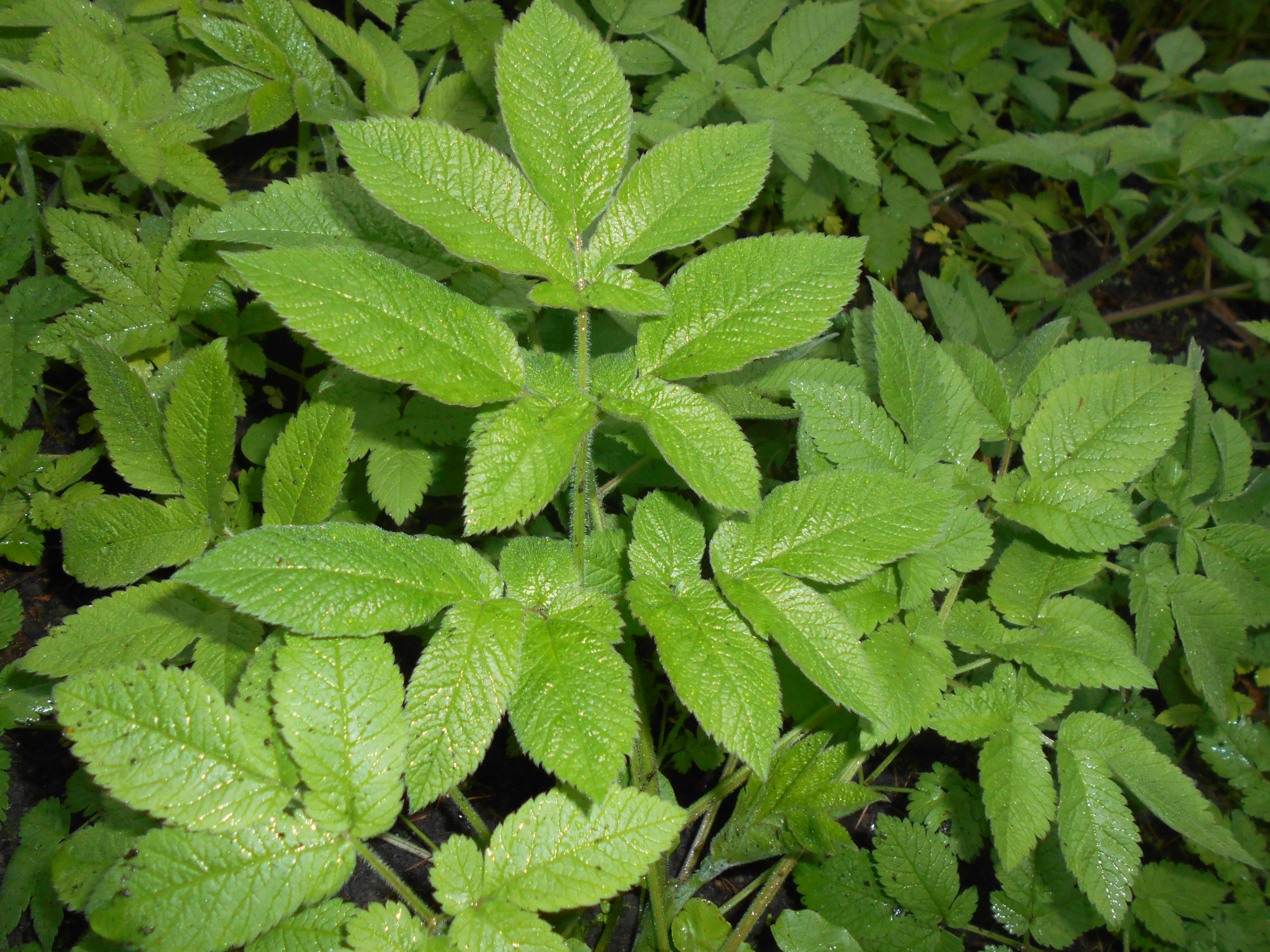
Liście

PokrójRoślina zielna z grubym, walcowatym, u starszych roślin rozgałęzionym kłączem barwy czarniawej. Wyrasta z niego wzniesiona łodyga osiągająca wysokość od 40 do 200 cm. Łodyga jest obła (przy suszeniu uwidaczniają się bruzdy), szczeciniasto owłosiona w dolnej części, często z ciemnymi plamami, w górze łysiejąca, rozgałęziona, pod węzłami zgrubiała.
LiścieDolne liście długoogonkowe, górne siedzące, u nasady z szeroko błoniasto obrzeżonymi pochwami liściowymi. Blaszki trójkątne w zarysie, 2–3 razy pierzasto złożone. Listki wielkości 4–10 x 1,5–5 cm, zaostrzone, jajowate bądź eliptyczne, pojedynczo lub podwójnie piłkowane. Dolne liście długoogonkowe, górne liście siedzące na pochwach błoniasto obrzeżonych. Liście z góry są przylegająco owłosione lub nagie, ale poza tym od spodu i na ogonkach szczeciniasto owłosione.
KwiatyZebrane w baldaszki, a te w liczbie 12–20 w baldach złożony. Szypułki są nierównej długości, gładkie. U nasady baldachu pokryw brak lub jest pojedyncza i odpadająca. Pokrywki u nasady baldaszków są liczne, szeroko lancetowate, obłonione i orzęsione na brzegu. Płatki korony są białe, nagie, o długości do 1 mm.
OwoceRozłupnie wydłużone, walcowate lub wąskostożkowate, prążkowane podłużnie, o długości 8–12 mm i szerokości do 3 mm.
Gatunek podobnyZe względu na kształt liści roślina może być mylona z rosnącym w podobnych siedliskach podagrycznikiem pospolitym Aegopodium podagraria, który jednak ma liście owłosione nieznacznie co najwyżej tylko na nerwach.

## Biologia i ekologia
Bylina, hemikryptofit. Kwitnie od czerwca do sierpnia. Jest rośliną trującą.
Rośnie na glebach świeżych i wilgotnych, żyznych, o odczynie obojętnym i zasadowym. Występuje na skrajach lasów liściastych, w łęgach, w zaroślach, sadach i ogrodach, na przydrożach, na brzegach rowów i wzdłuż niewielkich cieków wodnych.